# Buick Modell 10
Der Buick Modell 10 war ein drei- oder viersitziger Personenkraftwagen, der in den Modelljahren 1908–1910 von Buick in den USA gebaut wurde. 1911 ersetzten ihn die Modelle 32 und 33, 1912 hießen die neuen Wagen Modelle 34, 35 und 36. Im Folgejahr wurden die Modelle 24 und 25 aufgelegt, die 1914 in Modelle B-24 und B-25 und 1915 in Modelle C-24 und C-25 umbenannt wurden.

## Von Jahr zu Jahr

### Modell 10 (1908–1910)
Die Wagen waren mit kleinen Vierzylinder-Reihenmotoren ausgestattet, die bei einem Hubraum von 2.703 cm³ eine Leistung von 22,5 bhp (16,5 kW) entwickelten. Der Radstand der mit einem Kardanantrieb, Frontmotor und Hinterradantrieb versehenen Tourer betrug 2.235 mm. Die Fahrzeuge hatten 2-stufige Planetengetriebe. Das Modell 10 war in weißgrau gehalten und hatte Applikationen aus Messing.
1909 wurde der Radstand auf 2.337 mm vergrößert und anstatt des 3-sitzigen Tourers gab es nun einen 4-sitzigen Tourenwagen und einen 3-sitzigen Roadster. 
Das Modell 10 entstand in 3 Jahren 23.100-mal. Damit war es das erfolgreichste Modell von Buick in diesen Jahren. 

### Modelle 32 und 33 (1911)
1911 ersetzten der 2-sitzige Roadster Modell 32 und der 5-sitzige Tourenwagen Modell 33 den Typ 10. Motor und Getriebe blieben gleich. Es waren die letzten Buick-Fahrzeuge, bei denen Planetengetriebe eingesetzt wurden. Der Radstand der Roadster betrug 2.261 mm, der der Tourenwagen 2.540 mm. 
Das Modell 32 entstand 1.150-mal, das Modell 33 wurde 2.000-mal gebaut. 

### Modelle 34, 35 und 36 (1912)
Die Modelle 34 (Roadster, kurzer Radstand), 35 (Tourenwagen, langer Radstand) und 36 (Roadster, langer Radstand) ersetzten die Typen 32 und 33 des Vorjahres. Der Motor wurde von den Vorgängern übernommen. Der Radstand der mit einem Kardanantrieb, Frontmotor und Hinterradantrieb versehenen kleinen Roadster betrug 2.305 mm, der der Tourenwagen und großen Roadster 2.584 mm. Im Unterschied zu ihren Vorgängern hatten die Wagen – wie erstmals in diesem Jahr alle Buick – ein Stirnradgetriebe mit 3 Gängen.
Das Modell 34 mit Karosserie und Holzspeichenrädern in grau, verbunden mit blauer Motorhaube und Kotflügeln lieferbar. Der Tourenwagen Modell 35, dessen Fahrertür nur eine Attrappe war, war mit dunkelblauer Karosserie und grauen Rädern erhältlich. Das Modell 36 gab es in zwei Farbkombinationen: Blaugraue Karosserie mit blauschwarzer Motorhaube, Tank und Kotflügeln oder braune Karosserie mit blauschwarzen Kotflügeln.
Das Modell 34 entstand 1.400-mal, das Modell 35 wurde 6.050-mal gebaut und vom Model 36 gab es 1.600 Exemplare. 

### Modelle 24 und 25 (1913)
1913 wurde das Modell 24 als Nachfolger der Typen 34 und 36 vorgestellt. Das Modell 25 war der Nachfolger des Typs 35. Motor und Getriebe wurden vom Vorgänger übernommen. Alle diese Modelle hatten einen Radstand von 2.667 mm.
Beide Modelle waren in grauen oder braunen Karosserien verfügbar und hatten blau-schwarze Holzspeichenräder und Kotflügel.
Das Modell 24 entstand 2.850-mal, das Modell 25 wurde 8.150-mal gebaut. 

### Modelle B-24 und B-25 (1914)
1914 hießen die neuen Modelle B-24 (2-sitziger Roadster mit 2 Türen) und B-25 (5-sitziger Tourenwagen mit 4 Türen). Windschutzscheibe und Faltdach waren nun serienmäßig. Im Übrigen entsprachen die Wagen den Vorgängermodellen.
3.126 Roadster des Modells B-24 und 13.446 Tourenwagen des Modells B-25 entstanden.

### Modelle C-24 und C-25 (1915)
1915 wandelte sich der B-24 zum C-24 und der B-25 wurde in C-25 umbenannt. Die Änderungen beschränkten sich auf einen um 1″ vergrößerten Radstand.
Im Folgejahr gab Buick alle Vierzylindermodelle auf. In diesem letzten Jahr waren nochmals 3.256 Roadster des Modells C-24 und 19.080 Tourenwagen des Modells C-25 entstanden.

## Quelle
- Kimes, Beverly R. & Clark, Henry A. jun.: Standard Catalog of American Cars 1805–1942, Krause Publications, Iola (1985), ISBN 0-87341-045-9

Im Zeitraum von 1942 bis 1946 gab es aufgrund des Zweiten Weltkrieges nur eine eingeschränkte zivile Fahrzeugproduktion.